# Schorssteatoda
De schorssteatoda (Steatoda castanea) is een spinnensoort uit de familie van de kogelspinnen (Theridiidae). De wetenschappelijke naam van de soort werd, als Araneus castaneus, in 1758 gepubliceerd door Carl Alexander Clerck.
De soort komt voor in een groot deel van het Palearctische gebied, van Europa tot aan China. Ze is geïntroduceerd in Canada.